# 谷崎潤一郎賞
谷崎潤一郎賞（たにざきじゅんいちろうしょう）は、中央公論社が1965年の創業80周年を機に、小説家谷崎潤一郎にちなんで設けた文学賞である。中央公論新人賞（1956年開始）を発展解消させる形で開始された（なお、中央公論新人賞は1975年に復活し20年間続いた）。
時代を代表する優れた小説・戯曲を対象とし、発表は年1回、受賞作発表と選評の掲載は『中央公論』誌上で行われる。受賞は選考委員の合議によって決定される。受賞者には正賞として時計、副賞として100万円が授与される（なお、当初の正賞は賞牌で、副賞は第15回まで50万円であった）。

## 受賞作一覧[1]

### 第1回から第10回
- 第1回（1965年） 
  - 受賞作：小島信夫『抱擁家族』
  - 候補作：安部公房『榎本武揚』、井上靖『楊貴妃伝』、梅崎春生『幻化』、遠藤周作『留学』、永井龍男『一個その他』、森茉莉「甘い蜜の部屋」、吉行淳之介『不意の出来事』
- 第2回（1966年） 
  - 受賞作：遠藤周作『沈黙』
  - 候補作：井上光晴『荒廃の夏』、宇野千代『刺す』、島尾敏雄『日のちぢまり』、丹羽文雄『一路』、野坂昭如『エロ事師たち』、 三島由紀夫『サド侯爵夫人』
- 第3回（1967年） 
  - 受賞作：安部公房『友達』（戯曲）、大江健三郎『万延元年のフットボール』（最年少受賞）
  - 候補作：石川淳『至福千年』、 中村光夫『贋の偶像』
- 第4回（1968年） 
  - 受賞作：なし
  - 候補作：伊藤整『変容』、稲垣足穂『少年愛の美学』、開高健『輝ける闇』、河野多恵子『不意の声』、椎名麟三『勤人の休日』、島尾敏雄『日を繋けて』、福田恆存『解ってたまるか!』
- 第5回（1969年） 
  - 受賞作：円地文子『朱を奪うもの』『傷ある翼』『虹と修羅』
  - 候補作：石川淳「若菜」、宇野千代『風の音』、倉橋由美子『スミヤキストQの冒険』、清水邦夫『狂人なおもて往生をとぐ』
- 第6回（1970年） 
  - 受賞作：埴谷雄高『闇のなかの黒い馬』、吉行淳之介『暗室』
  - 候補作：瀬戸内晴美『蘭を焼く』、野坂昭如『骨餓身峠死人葛』
- 第7回（1971年） 
  - 受賞作：野間宏『青年の環』
  - 候補作：石川達三『解放された世界』、北原武夫『霧雨』、倉橋由美子『反悲劇』
- 第8回（1972年） 
  - 受賞作：丸谷才一『たった一人の反乱』
  - 候補作：宇野千代『或る一人の女の話』、開高健『夏の闇』、河野多恵子『骨の肉』、佐多稲子『樹影』、舟橋聖一『妖魚の果て』
- 第9回（1973年） 
  - 受賞作：加賀乙彦『帰らざる夏』
  - 候補作：上林暁『ばあやん』、河野多恵子『双夢』、中村光夫『平和の死』、古井由吉『水』、丸山健二『雨のドラゴン』
- 第10回（1974年） 
  - 受賞作：臼井吉見『安曇野』
  - 候補作：阿川弘之『暗い波濤』、小川国夫『彼の故郷』、中村光夫『ある女』、舟橋聖一『滝壺』

### 第11回から第20回
- 第11回（1975年）
  - 受賞作：水上勉『一休』
  - 候補作：中村真一郎『四季』、野坂昭如『生誕の時を求めて』、古井由吉『櫛の火』、安岡章太郎『私説聊斎志異』
- 第12回（1976年） 
  - 受賞作：藤枝静男『田紳有楽』
  - 候補作：河野多恵子『血と貝殻』後藤明生『夢かたり』、坂上弘『優しい人々』、高橋たか子『誘惑者』、古井由吉『聖』、丸山健二『火山の歌』、和田芳恵『抱き寝』
- 第13回（1977年） 
  - 受賞作：島尾敏雄『日の移ろい』
  - 候補作：大庭みな子『浦島草』、黒井千次『五月巡歴』、中上健次『枯木灘』、野呂邦暢『諫早菖蒲日記』
- 第14回（1978年） 
  - 受賞作：中村真一郎『夏』
  - 候補作：小田実『円いひっぴい』、開高健『ロマネ・コンティ一九三五年』、田久保英夫『触媒』
- 第15回（1979年） 
  - 受賞作：田中小実昌『ポロポロ』
  - 候補作：李恢成『見果てぬ夢』、三木卓『野いばらの衣』、山崎正和『地底の鳥』
- 第16回（1980年） 
  - 受賞作：河野多惠子『一年の牧歌』
  - 候補作：田久保英夫『雨飾り』、中上健次『鳳仙花』、大西巨人『神聖喜劇』(辞退)
- 第17回（1981年） 
  - 受賞作：後藤明生『吉野大夫』、深沢七郎『みちのくの人形たち』
  - 候補作：宇野千代 『青山二郎の話』、司馬遼太郎『ひとびとの跫音』、林京子『無きが如き』
- 第18回（1982年）
  - 受賞作：大庭みな子『寂兮寥兮』
  - 候補作：富岡多恵子『遠い空』、古井由吉『山躁賦』、三浦哲郎『おろおろ草子』
- 第19回（1983年） 
  - 受賞作：古井由吉『槿』
  - 候補作：古山高麗雄『断作戦』、富岡多恵子『波打つ土地』、中上健次『地の果て至上の時』
- 第20回（1984年） 
  - 受賞作：黒井千次 『群棲』、高井有一『この国の空』
  - 候補作：阿部昭『緑の年の日記』、中上健次『日輪の翼』

### 第21回から第30回
- 第21回（1985年）
  - 受賞作：村上春樹『世界の終りとハードボイルド・ワンダーランド』
  - 候補作：長部日出雄『映画監督』、日野啓三『夢の島』、三浦哲郎『白夜を旅する人々』
- 第22回（1986年） 
  - 受賞作：日野啓三『砂丘が動くように』
  - 候補作：小林信彦『僕たちの好きな戦争』、阪田寛夫『まどさん』、富岡多恵子『水獣』
- 第23回（1987年） 
  - 受賞作：筒井康隆『夢の木坂分岐点』
  - 候補作：青野聰『翼のない鳥』、倉橋由美子『アマノン国往還記』、澁澤龍彦『高丘親王航海記』
- 第24回（1988年） 
  - 受賞作：なし
  - 候補作：尾辻克彦『贋金づかい』、富岡多恵子『白光』、吉村昭『仮釈放』
- 第25回（1989年） 
  - 受賞作：なし
  - 候補作：青野聰『七色の逃げ水』、池澤夏樹『真昼のプリニウス』、田久保英夫『氷夢』、中上健次『奇蹟』
- 第26回（1990年） 
  - 受賞作：林京子『やすらかに今はねむり給え』
  - 候補作：田久保英夫 『しらぬひ』、中上健次『讃歌』
- 第27回（1991年） 
  - 受賞作：井上ひさし『シャンハイムーン』
  - 候補作：金井美恵子『道化師の恋』、津島佑子『大いなる夢よ、光よ』、山本道子『愛の遠景』

※以後候補作が公表されなくなる。
- 第28回（1992年） - 瀬戸内寂聴『花に問え』
- 第29回（1993年） - 池澤夏樹『マシアス・ギリの失脚』
- 第30回（1994年） 
  - 受賞作：辻井喬『虹の岬』
  - 候補作：青野聰『友だちの出来事』、村上龍『五分後の世界』、山田詠美『快楽の動詞』（候補作は日野啓三の選評より推定）

### 第31回から第40回
- 第31回（1995年） - 辻邦生 『西行花伝』
- 第32回（1996年） - 受賞作なし
- 第33回（1997年） - 保坂和志 『季節の記憶』、三木卓 『路地』
- 第34回（1998年） - 津島佑子 『火の山―山猿記』
- 第35回（1999年） - 髙樹のぶ子 『透光の樹』
- 第36回（2000年） - 辻原登 『遊動亭円木』、村上龍 『共生虫』
- 第37回（2001年） - 川上弘美 『センセイの鞄』
- 第38回（2002年） - 受賞作なし
- 第39回（2003年） - 多和田葉子 『容疑者の夜行列車』
- 第40回（2004年） - 堀江敏幸 『雪沼とその周辺』

### 第41回から第50回
- 第41回（2005年） - 町田康 『告白』、山田詠美 『風味絶佳』
- 第42回（2006年） - 小川洋子 『ミーナの行進』
- 第43回（2007年） - 青来有一　『爆心』
- 第44回（2008年） - 桐野夏生　『東京島』
- 第45回（2009年） - 受賞作なし
- 第46回（2010年） - 阿部和重　『ピストルズ』
- 第47回（2011年） - 稲葉真弓 『半島へ』
- 第48回（2012年） - 高橋源一郎 『さよならクリストファー・ロビン』
- 第49回（2013年） - 川上未映子 『愛の夢とか』
- 第50回（2014年） - 奥泉光 『東京自叙伝』

### 第51回から第60回
- 第51回（2015年） - 江國香織 『ヤモリ、カエル、シジミチョウ』
- 第52回（2016年） - 絲山秋子 『薄情』、長嶋有 『三の隣は五号室』
- 第53回（2017年） - 松浦寿輝 『名誉と恍惚』
- 第54回（2018年） - 星野智幸 『焰』
- 第55回（2019年） - 村田喜代子 『飛族』
- 第56回（2020年） - 磯崎憲一郎 『日本蒙昧前史』
- 第57回（2021年） - 金原ひとみ 『アンソーシャルディスタンス』
- 第58回（2022年） - 吉本ばなな 『ミトンとふびん』
- 第59回（2023年） - 津村記久子 『水車小屋のネネ』
- 第60回（2024年） - 柴崎友香 『続きと始まり』

## 歴代選考委員
- 第1回から第5回 - 伊藤整、円地文子、大岡昇平、武田泰淳、丹羽文雄、舟橋聖一、三島由紀夫
- 第6回 - 円地文子、遠藤周作、大岡昇平、武田泰淳、丹羽文雄、舟橋聖一、三島由紀夫
- 第7回 - 円地文子、遠藤周作、大岡昇平、武田泰淳、丹羽文雄、舟橋聖一
- 第8回から第12回 - 円地文子（第12回病気欠席）、遠藤周作、大江健三郎、大岡昇平、武田泰淳（第12回病気欠席）、丹羽文雄、舟橋聖一
- 第13回 - 円地文子（海外旅行中のため欠席）、遠藤周作、大江健三郎、大岡昇平、丹羽文雄、吉行淳之介
- 第14回から第16回 - 円地文子、遠藤周作、大江健三郎、大岡昇平、丹羽文雄、丸谷才一、吉行淳之介
- 第17回から第22回 - 円地文子（第21回病気欠席）、遠藤周作、大江健三郎、丹羽文雄、丸谷才一、吉行淳之介
- 第23回から第24回 - 遠藤周作、大江健三郎、丹羽文雄（第23回病気欠席）、丸谷才一、吉行淳之介
- 第25回 - 大江健三郎、丸谷才一、吉行淳之介
- 第26回から第27回 - 大江健三郎、河野多恵子、ドナルド・キーン、丸谷才一、吉行淳之介
- 第28回から第29回 - 井上ひさし、河野多恵子（第29回書面参加）、ドナルド・キーン、中村真一郎、丸谷才一、吉行淳之介（第28回病気欠席）
- 第30回から第33回 - 井上ひさし、河野多恵子、ドナルド・キーン、中村真一郎、日野啓三、丸谷才一
- 第34回から第38回 - 池澤夏樹、井上ひさし、河野多恵子、筒井康隆、日野啓三、丸谷才一
- 第39回から第41回 - 池澤夏樹、井上ひさし、河野多恵子、筒井康隆、丸谷才一
- 第42回から第45回 - 池澤夏樹、井上ひさし、川上弘美、筒井康隆
- 第46回から第59回 - 池澤夏樹、川上弘美、桐野夏生、筒井康隆、堀江敏幸
- 第60回 - 池澤夏樹、川上弘美、桐野夏生、堀江敏幸